# 12239 Каролінаку
12239 Каролінаку (12239 Carolinakou) — астероїд головного поясу, відкритий 13 лютого 1988 року.
Тіссеранів параметр щодо Юпітера — 3,411.